# آرون تشاودري
آرون تشاودري (بالإنجليزية: Arun Chaudhary)‏ هو صحفي أمريكي، ولد في 1975 في ذا برونكس في الولايات المتحدة.